# 제48회 미국 작가 조합상
제48회 미국 작가 조합상은 1995년 뛰어난 활동을 보인 영화 작가를 기리기 위해 1996년 3월에 열린 시상식이다. [서부]LA, 비벌리 힐튼 호텔/[동부]뉴욕, 터번온더그린에서 개최되었다.

## 수상 및 후보

### 각본상
- 브레이브하트 - 랜달 웰러스 수상

### 각색상
- 센스 센서빌리티 - 엠마 톰슨 수상

### 월계수상
- 다니엘 타라대쉐 수상

### 모건 콕스 상
- Mort Thaw 수상

### 파울 셀빈 명예상
- 데이빗 E. 켈리 수상